# Батьковское сельское поселение
Батько́вское се́льское поселе́ние — муниципальное образование в Сасовском районе Рязанской области России.

## История
Образовано в результате муниципальной реформы 2006 г. на территории Батьковского сельского округа (центр Батьки) — с возложением административного управления на посёлок Батьки.

## Население
| 2010 | 2012 | 2013 | 2014 | 2015 | 2016 | 2017 |
| ---- | ---- | ---- | ---- | ---- | ---- | ---- |
| 827  | ↘793 | ↘774 | ↘744 | ↘710 | ↘694 | ↘670 |
| 2018 | 2019 | 2020 | 2021 |      |      |      |
| ↘641 | ↘628 | ↘604 | ↗662 |      |      |      |

## Административное устройство
Образование и административное устройство сельского поселения определяются законом Рязанской области от 07.10.2004 № 96-ОЗ.
Границы сельского поселения определяются законом Рязанской области от 08.12.2008 № 189-ОЗ.
С 01.03.2009 по 14.09.2014 главой поселения была Кондрашова Надежда Николаевна.

## Населённые пункты
В состав сельского поселения входят 8 населённых пунктов:
| Населённый пункт | Статус  | Население, человек | Год  | % от населения поселения | Расстояние до центра поселения, км | Расстояние до райцентра, км | Примечание |
| ---------------- | ------- | ------------------ | ---- | ------------------------ | ---------------------------------- | --------------------------- | ---------- |
| Арга             | село    | 51                 | 2014 | 7.7                      | 3                                  | 22                          |            |
| Батьки           | посёлок | 593                | 2014 | 89.6                     | —                                  | 19                          |            |
| Бугровой         | посёлок | 0                  | 2014 | 0                        | 11                                 | 14                          | Упразднён  |
| Вялсы            | село    | 158                | 2014 | 23.9                     | 3                                  | 16                          |            |
| Ивановка         | деревня | 9                  | 2014 | 1.4                      | 6                                  | 25                          |            |
| Ключи            | село    | 36                 | 2014 | 5.4                      | 9                                  | 28                          |            |
| Чёрная Речка     | деревня | 23                 | 2014 | 7.7                      | 9                                  | 28                          |            |
| Шурмашь          | село    | 20                 | 2014 | 3                        | 5                                  | 24                          |            |